# José Trinidad García de la Cadena
José Trinidad García de la Cadena är en ort i Mexiko.   Den ligger i kommunen General Simón Bolívar och delstaten Durango, i den centrala delen av landet, 700 km nordväst om huvudstaden Mexico City. José Trinidad García de la Cadena ligger 1 437 meter över havet och antalet invånare är 393.
Terrängen runt José Trinidad García de la Cadena är platt, och sluttar norrut. Runt José Trinidad García de la Cadena är det mycket glesbefolkat, med 4 invånare per kvadratkilometer. José Trinidad García de la Cadena är det största samhället i trakten. Omgivningarna runt José Trinidad García de la Cadena är i huvudsak ett öppet busklandskap.